# Parafia Najświętszej Maryi Panny z Góry Karmel w Brzegu Dolnym
Parafia Najświętszej Maryi Panny z Góry Karmel – parafia rzymskokatolicka w Brzegu Dolnym, w powiecie wołowskim, w województwie dolnośląskim.
Znajduje się na terenie dekanatu Brzeg Dolny w archidiecezji wrocławskiej.
Parafia została erygowana w XVIII wieku jako luterańska. Od 1945 rzymskokatolicka, obsługiwana przez kapłanów archidiecezjalnych.
Mieści się przy Rynku, jest najstarszą parafią w mieście.

## Duszpasterze
W latach 1945–1970 proboszczem był ks. kan. Jan Puk, który przybył do Brzegu Dolnego wraz z repatryjantami ze Śniatyna (obecna Ukraina). Razem ze wspólnotą parafialną przywieziono Łaskami słynący Obraz Matki Bożej Szkaplerznej wraz z licznymi wotami wdzięczności za otrzymane łaski. Ks. kan. Jan Puk jest pochowany na miejskim cmentarzu komunalnym.
W latach 1970–1977 ks. kan. Zdzisław Kiwacz, który zmarł w Częstochowie w latach 90.
W latach 1977–1988 ks. kan. Władysław Łętowski, który rozpoczął budowę kościoła Matki Boskiej Królowej Polski na os. Fabrycznym, od roku 1988 erygowaną jako nowa Parafia, zmarł 9 stycznia 2019 roku w Bielsku-Białej i tam został pochowany. 
W latach 1988–2009 ks. kan. Tomasz Krawczyński, który zmarł 31 grudnia 2009 roku i został pochowany na miejskim cmentarzu komunalnym.
Od roku 2010 proboszczem jest ks. Andrzej Sycz.

## Kaplice
- Kaplica zakonna Sióstr Franciszkanek Rodziny Maryi
- Kaplica cmentarna św. Jadwigi Śląskiej

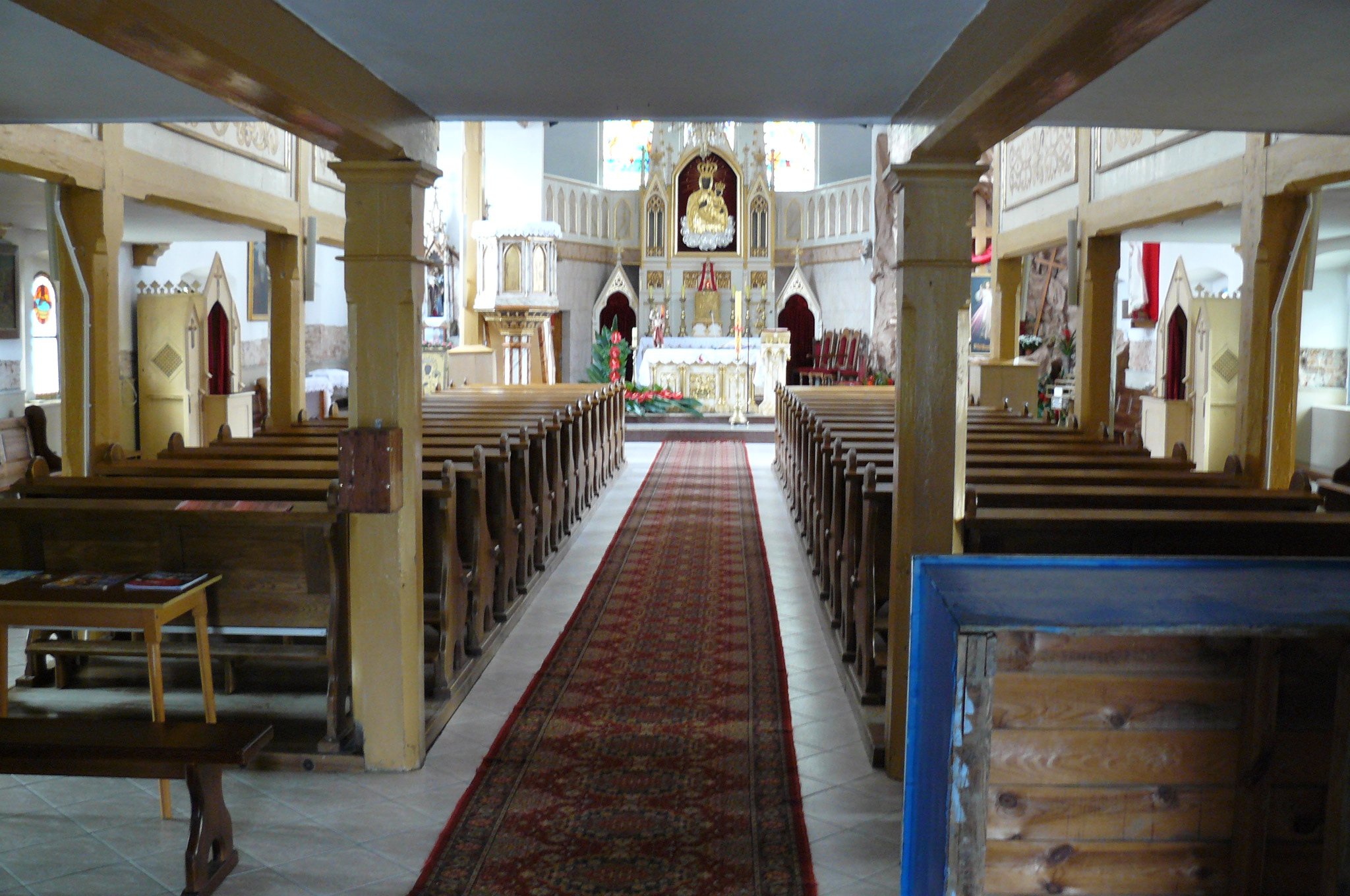
Wnętrze świątyni

## Nabożeństwa
- Nabożeństwo 40-godzinne – przed Środą Popielcową
- Wieczysta adoracja – 20 października